# Tam Giang Tây
Tam Giang Tây là một xã thuộc huyện Ngọc Hiển, tỉnh Cà Mau, Việt Nam.

## Địa lý
Xã Tam Giang Tây nằm ở phía đông bắc huyện Ngọc Hiển, có vị trí địa lý:
- Phía đông giáp Biển Đông
- Phía tây giáp xã Tân Ân Tây
- Phía nam giáp xã Tân Ân
- Phía bắc giáp huyện Năm Căn.

Xã Tam Giang Tây có diện tích 111,75 km², dân số năm 2022 là 12.590 người, mật độ dân số đạt 112 người/km².

## Hành chính
Xã Tam Giang Tây được chia thành 10 ấp: Bảo Vĩ, Ba Nhất, Chợ Thủ A, Chợ Thủ B, Dinh Cù, Đường Kéo, Kại Lá, Tân Tạo, Voi Vàm, Xí Nghiệp.

## Lịch sử
Ngày 29 tháng 8 năm 2000, Chính phủ ban hành Nghị định số 41/2000/NĐ-CP về việc thành lập xã Tam Giang Tây thuộc huyện Ngọc Hiển trên cơ sở 9.235 ha diện tích tự nhiên và 6.672 nhân khẩu của xã Tam Giang.